# Emery (Utah)
Pour les articles homonymes, voir Emery.
Emery est une municipalité américaine située dans le comté d'Emery en Utah.
Lors du recensement de 2010, sa population est de 288 habitants. La municipalité s'étend alors sur une superficie de 1,17 mille carré (3,03 km2).
La localité est fondée en 1881 sous le nom de Muddy Creek. Elle est renommée en l'honneur du gouverneur George W. Emery (en).